# Чилійська кухня

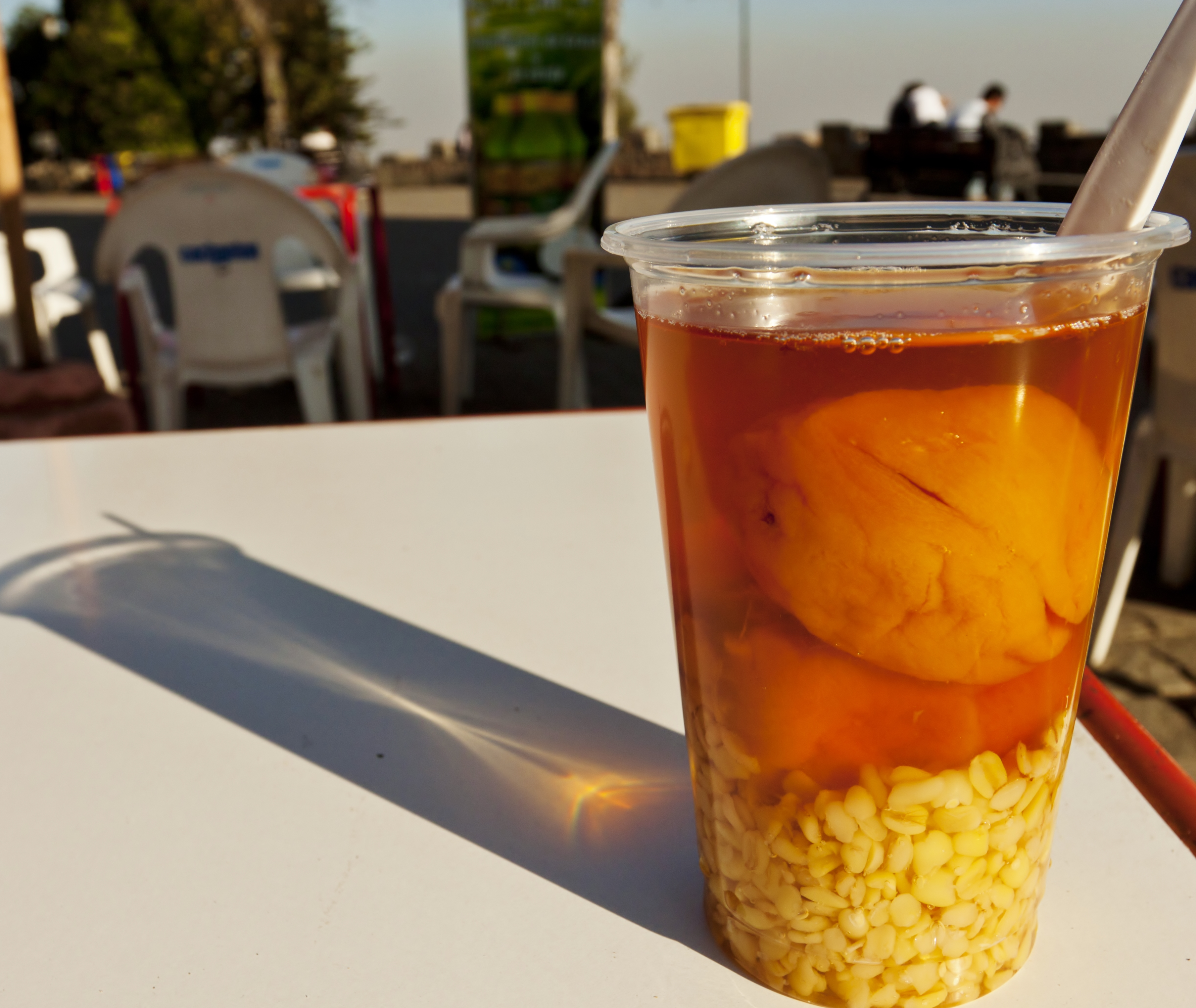

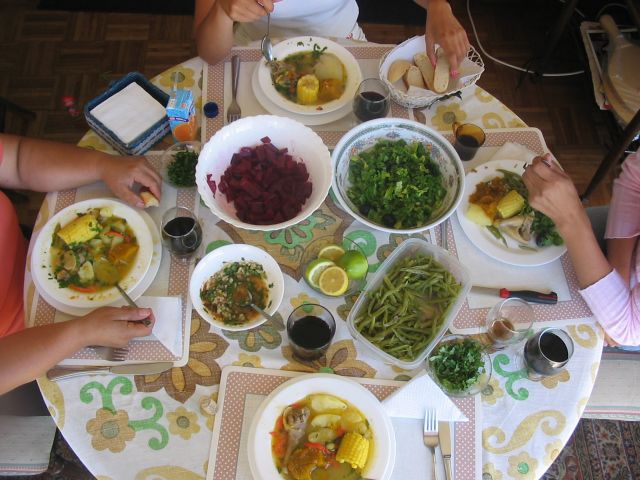
Казуела (Cazuela)

Чилійська кухня — традиційна кухня Чилі. На формування чилійської кухні вплинула культура Іспанії, Італії та Франції, а також рецепти корінних народів, що проживали в даній місцевості.

## Загальні особливості
Головна її особливість — наявність великого числа страв з морепродуктів, якими багате чилійське узбережжя. Унікальні види риб, молюсків, ракоподібних і водоростей, які ростуть завдяки течії Гумбольдта, вирізняють чилійську кухню від інших. Окрім морепродуктів, чилійські кухарі часто використовують вино, оскільки Чилі є одним з найбільших виробників цього напою.

## Історія
З приходом іспанських завойовників на чолі з Педро де Вальдивія в 1540 році з'явилися деякі продукти, які стали основними складовими чилійської кухні — пшениця, свині, вівці, велика рогата худоба та вино — в той час, як серед корінного населення популярність мали картопля, кукурудза, боби та морепродукти. Комбінація цих продуктів і становить основу чилійської кухні. Після створення колонії, продукти і страви, такі як чучока (крупно подрібнена суха кукурудза), уміта, локро, і водорості, подані із вареними яйцями, набули популярності. Харчування у колоніальні часи було різноманітним. Обід завжди був більшим, ніж вечеря, починався він із страви під назвою “De Residencia” з риби, м'яса, або з рагу “Guiso” з свіжої молодої кукурудзи і картоплі. Було 3 види хліба, які подавалися із різними стравами: тортилья, іспанський хліб (із жирного тіста) і чилійський хліб (плоский і хрусткий). Обід і вечеря, зазвичай, закінчувалися трав'яними настоями, що допомагало травленню і фруктовим десертом, в основному з полуниці і лукуми.
У сімнадцятому столітті кондитерські вироби популяризували черниці, які випікали у монастирях. Популярний чилійський вираз “tiene mano de monja” ( "він / вона має руки, як в черниці"), походить від цього періоду, і відноситься до того, хто  дійсно хороший у випічці або приготуванні їжі в цілому. Рецепти чилійських черниць швидко стали популярними серед решти населення. Водночас у Чилі з'явилися гуси та індики із Мексики та дині і кавуни із Ямайки. 
У вісімнадцятому столітті чилійська кухня стала складнішою, особливо серед аристократії. Чай і каву почало замінювати мате, люди почали пити чичу (слабоалкогольний напій, схожий на пиво), чилійське вино набуло популярності, особливо виготовлене із збродженого винограду чи яблук.
У перші роки чилійської незалежності чилійці святкували всі події з емпанада, чичою і червоним вином, які до сьогодні вживаються в традиційних щорічних святкуваннях.

## Страви
Уміта — традиційна страва індіанців. Страва має довгу історію, а рецепти її приготування розрізняються в різних регіонах. Зокрема, в Чилі в неї додають кукурудзяне тісто, базилік, олію, цибулю і зелений перець чилі. Начинка загортається в лист кукурудзяного качану і фіксується ниткою або мотузкою, після чого страва вариться або запікається. Смак Уміта гостро-солодкий або кисло-солодкий, в неї додається цукор, помідори, оливки, червоний перець і багато іншого. Класична чилійська Уміта не відрізняється гостротою.
Кальдо де конгріо — Ця назва перекладається як «морський вугор» і є однією з найпопулярніших страв Чилі. Процес приготування включає варіння риб'ячої голови, цибулини, часнику, моркви, перцю і коріандру. Згодом додається часник, картопля, цибуля і помідори, які обсмажуються на сковороді і надалі разом з вугром опускаються в бульйон.
Емпанада — смажений або запечений млинець, назва якого походить від іспанського слова "empanar", що позначає «загортати в тісто». Начинка млинчика виготовляється з м'яса, сиру, фруктів або овочів, а потім загортається в тісто. У Чилі найпопулярніші три різновиди емпанади: 1) фарширований цибулею, родзинками, яловичиною, оливками і яйцем млинець випікається в духовці; 2) фарширований морепродуктами млинець смажиться на сковороді; 3) сирна начинка млинчика засмажується або випікається. Як правило, емпанада їдять руками і запивають сухим червоним вином.
Касуела — страва, назва якої іспанською означає «тушковане м'ясо». Традиційні інгредієнти касуела — м'ясо та овочі. Типова касуела в Чилі складається з м'яса, картоплі, гарбуза, селери, моркви, капусти, квасолі та інших овочів. Часто касуела подається після бульйону як друга страва.
Пайла марина — чилійський суп з морепродуктів, що готується за традиційним рецептом. Зазвичай використовуються такі продукти, як молюски (зокрема мідії), асцидії, вугор, лосось. Пайла марина сервірується зі спеціями і зеленню, наприклад, цибулею, часником і кінзою.
Куранто — традиційна їжа жителів архіпелагу Чилое. Як правило, ця страва готується в ямі, дно якої викладено нагрітим на багатті камінням. Інгредієнти класичного куранто — м'ясо, молюски, картопля, мілкаос (картопляний коржик), овочі і риба. Кількість кожного інгредієнту відміряється на око, оскільки точної рецептури не існує. Далі все це накривається мокрою тканиною, засипається землею і готується протягом однієї години. Також можна приготувати куранто у великій каструлі, що нагрівається на грилі або на багатті. У центральних областях Чилі страву називають Пульмана.
Севіче готується з сирої свіжої риби, замаринованої в соку лимона або лайму, приправленої перцем чилі. Крім іншого, додають також цибулю, коріандр і чорний перець. Севіче сервірується з кукурудзою, авокадо або солодкою картоплею. Особлива увага приділяється свіжості риби, щоб уникнути харчового отруєння, оскільки риба не проходить теплової обробки.
Асадо — синонім барбекю (шашлику). Як правило, шматок яловичини готують на відкритому вогні або на грилі. На півдні Чилі Асад сервірується в гарячому вигляді разом з салатами.
Пастель де чокліт — це пиріг з кукурудзи, є повсякденною домашньою стравою чилійців. М'ясна начинка покривається шаром кукурудзяного борошна і кукурудзи, після чого подається в глиняних тарілках. Зазвичай для приготування пастель де чокліт господині вибирають яловичий фарш або курку, а також додають родзинки, цибулю, оливки і зварені круто яйця.
Чураско — термін, що використовується в Португалії та Іспанії і позначає приготовлену на грилі яловичину. Чураско — популярна страва у багатьох країнах Латинської Америки, де всюди є ресторани під назвою чурраскарія, в яких подаються м'ясні страви. У чурраскаріях, аналогічних нашим стейк-хауса, офіціанти ходять з шампурами і пропонують відвідувачам м'ясо. Безпосередньо в Чилі чураско — тонкий шматок м'яса в бутерброді, який подається з картоплею фрі, цибулею і смаженими яйцями.

## Продукти

### Рослинні продукти
- Оливки: попри те, що батьківщиною оливок є Європа, вони отримали своє визнання і в чилійській кухні, ставши одним із головних компонентів традиційних страв.
- Кукурудза: Кукурудза була основним харчовим продуктом населення в імперії мая, ацтеків та інків. Вона також вирощувалася у Чилі з використанням різної техніки, де була великої популярності та навіть почала використовуватися в медицині.
- Лукума:  це субтропічний плід Андського походження, родом з Перу і Чилі. Лукума вирощується на півдні Еквадору і північного узбережжя Чилі. Плоди дуже поживні, мають високі рівні каротину і вітаміну B3. Лукума експортується по всьому світі і є популярним ароматом для десертів і морозива.
- Лобода: вирощувалася в першу чергу задля її їстівного насіння. Лобода винила в перуанських Андах Південної Америки, де вона була важливим продуктом протягом 6000 років. Різновиди лобода вирощують в Консепсьйоні і Темуко.
- Авокадо:  Авокадо виникла в Мексиці і Перу. Чилійці називають його Негра-де-ла-Крус ("La Cruz Black") після того, як в місті Ла-Крус в Вальпараїсо області, головний виробник цього плоду почав його так називати.

|           |
| Кукурудза |

|         |
| Авокадо |

### Риба і морепродукти
Характерною особливістю чилійської кухні є різноманітність риби та морепродуктів та високий рівень їхньої якості, через географічне розташування та високу берегову лінію. До них належать:

#### Риба
- Морські язики
- Тунець
- Горбаневі
- Лосось
- Риба-меч

#### Морепродукти
- Мідія чилійська
- Блакитний краб
- Устриця
- П'юра чилійська

## Сільське господарство
Сільське господарство у Чилі охоплює широкий спектр різних видів діяльності та вирощування продуктів, завдяки унікальній географії, клімаату та геології. Історично склалося, що сільське господарство стало основою чилійської економіки. Основні сільськогосподарські продукти Чилі охоплюють виноград, яблука, груші, пшеницю, цибулю, кукурудзу, овес, персики, спаржу, часник квасолю, яловичину, птицю, вовну, рибу і ліс. Ці та багато інших продуктів знайшли собі місце у чилійській кухні.